# Один, два, три, чотири, сім
«Один, два, три, чотири, сім»(швед. 7X – Lika barn leka bäst) — шведська драма режисера Еміля Юнсвіка з Томасом Л'юнгманом, Крістофером Міном і Ганною Арден у головних ролях.

## Сюжет
У звичайному шведському передмісті доля групи юнаків залежить від дорослих. У безпорадній ситуації відбувається зміна: одного дня молодий чоловік знаходить пістолет і раптом отримує владу в свої руки.

## У ролях
| Актор             | Роль          |
| ----------------- | ------------- |
| Фредрік Йоганссон | Едвін         |
| Сюзанна Роальд    | Дженні        |
| Томас Л'юнгман    | Морган        |
| Лейф Андре        | механік       |
| Інгела Олссон     | мати Едвіна   |
| Якоб Норденсон    | батько Едвіна |
| Матс Гелін        | Роджер        |
| Рожда Секерсез    | Мі            |
| Крістофер Міна    | Діз           |
| Давід Арнесен     | Конні         |
| Ганна Арден       | Мартіна       |
| Аврора Роальд     | Сара          |

## Створення фільму

### Виробництво
Зйомки фільму проходили в лені Стокгольм, Швеція.

### Знімальна група
- Кінорежисер — Еміль Юнсвік
- Сценарист — Андре Себастіе
- Кінопродюсер — Еміль Юнсвік
- Кінооператор — Еміль Юнсвік
- Композитор — Андреас Ангел, Джастін Р. Дурбан, Томмі Ті
- Кіномонтаж — Каллє Кармбак
- Художник-постановник — Фелісія Ніно[2]

## Сприйняття
Рейтинг фільму на сайті Internet Movie Database — 4,8/10 (93 голоси).